# Kevin Norbury
Kevin Norbury is een Brits componist, muziekpedagoog, dirigent, tubaïst, organist en pianist.

## Levensloop
Norbury studeerde muziektheorie, tuba, piano en compositie aan het Royal Northern College of Music (RNCM) in Manchester. Aldaar behaalde hij zowel zijn Bachelor of Music (Hons) alsook zijn Master of Music. Verder studeerde hij aan het Royal College of Organists en behaalde zijn Associateship Diploma (ARCO). 
Als tubaïst concerteerde hij met orkesten, harmonieorkesten en vooral brassbands. In 1992 was hij finalist op BBC Young Musician of the Year. Als tubasolist verzorgde hij concerten in Duitsland, Oostenrijk, Frankrijk, Denemarken, de Verenigde Staten en in het Midden-Oosten. Hij concerteerde met het Hallé Orchestra, de Manchester Camerata, het Northern Chamber Orchestra (première van Sinfonia con variazoni, voor tuba solo en strijkers, op. 49a van David Ellis) en de Massed Military Bands of Kneller Hall en verzorgde opnames voor BBC Radio 2 en BBC Radio 3. 
Als docent en instructeur werkte hij lange jaren in Noord-West Engeland. Verder is hij muziekdirecteur van het "King's Christian Collegiate" in Oakville. Hij ontwikkelde in 1997 het OomPah! music scheme, dat ingezet wordt bij de muziektherapie van emotioneel, fysisch gehandicapte jonge mensen. 
Hij is co-dirigent van de brassband Intrada Brass in Milton. Hij werkt als dirigent en instructeur ook aan het Winspear Centre in Edmonton in de Canadese provincie Alberta. 
Als componist van werken voor brassband is hij heel bekend ook buiten het Verenigd Koninkrijk. Zijn werk Odyssey werd in 1999 als verplicht werk voor de European Brass Band Championships in München gekozen. In 2005 kreeg hij de opdracht van de "North American Brass Band Association" om het verplicht werk voor de ereafdeling (Honours section) van de North American Brass Band Championships te schrijven. Hij is huiscomponist van de Leger des Heils International Staff Band en werkt als uitgever van de muziekafdeling van het Leger des Heils in Londen, New York en Toronto. 

## Composities

### Werken voor brassband
- 1999 Odyssey, voor brassband
- 2002 Spirit of Adventure, voor brassband
- 2002 Suite - Three Images, voor brassband
- 2005 A Celebratory Overture, voor brassband
- 2005 Rhapsody on a Theme by Purcell, voor brassband
- Aubade, voor brassband
- Badinage, voor tuba in Es en brassband (gecomponeerd voor Patrick Sheridan (tubaïst) en de New York Staff Band van het Leger des Heils)
- Christmas Day (Sussex Carol and I Saw Three Ships), voor brassband
- Flourish and Dances, voor brassband
  1. Flourish
  2. Pavane
  3. Basse Dance
  4. Hornpipe
- Flourish for the New-Born Babe, voor brassband
- Gaudete!, kerstouverture voor brassband
- Glorious and Free, voor brassband
- Hallelujah Parade, voor brassband
- Humoresque, voor brassband
- Huron Carol, voor cornet (solo) en brassband
- Partita on "St. Theodulph", voor brassband
- Saints on parade, voor brassband
- The Proclaimers, mars voor brassband
- Truth Aflame, ouverture voor brassband
- Variations on Maccabeus, voor brassband
- Zulu Air, voor brassband

### Vocale muziek

#### Werken voor koor
- An Invocation, voor gemengd koor
- Because He Loves Me So, voor gemengd koor
- Laudate Dominum, voor gemengd koor

- Gemeinsame Normdatei: 174024363
- Library of Congress Control Number: no2003116692
- Virtual International Authority File: 193133290
- WorldCat: E39PBJtmy6PjRHqQH87kckRdwC